# 达利涅沃斯托奇诺耶村委员会
达利涅沃斯托奇诺耶村委员会（俄语：Дальневосточный сельсовет）是俄罗斯联邦阿穆尔州罗姆内区所属的一个村委员会。其下辖有3个居民点，行政中心为达利涅沃斯托奇诺耶。据2016年统计，该村委员会的人口为354人。